# José Martínez Sánchez
José Martínez Sánchez (Ceuta, 11 de març de 1945) més conegut com a Pirri, és un futbolista espanyol, ja retirat. Va ser internacional amb la selecció espanyola.

## Biografia

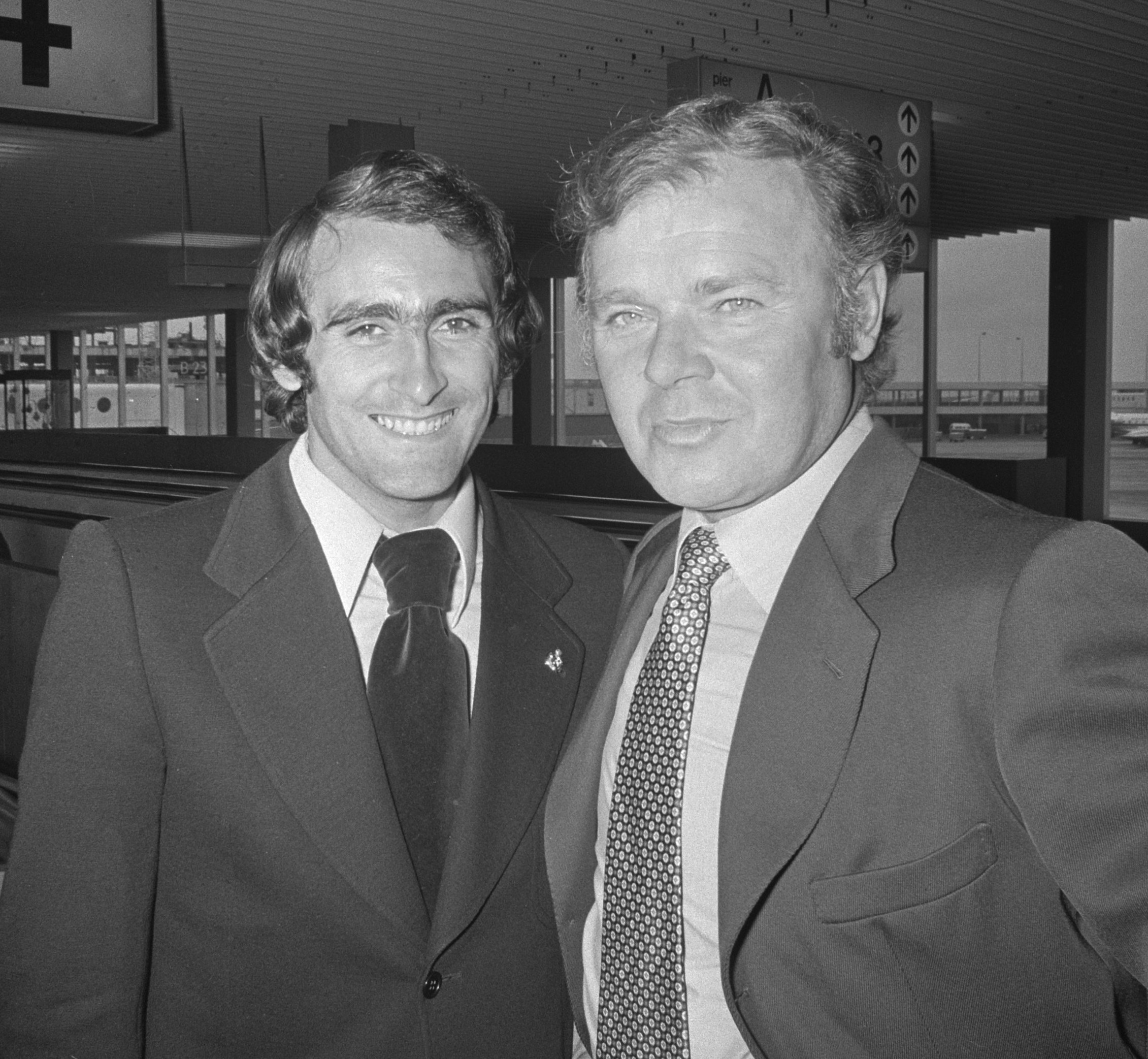
Pirri i Ladislau Kubala.

Nascut el 7 de març de 1945, no es va inscriure al Registre fins al dia 11.
Va iniciar la seva trajectòria esportiva en el Club Atlético de Ceuta. Després de passar pel Granada Club de Fútbol, el 1964 es va incorporar al Reial Madrid on va debutar substituint Ferenc Puskas en un partit davant el FC Barcelona.
Va jugar com a titular la final de la Copa d'Europa de 1966, que el Madrid va guanyar contra el FK Partizan per 2 a 1 a l'Estadi Heysel, de Brussel·les, la sisena Copa d'Europa madridista.
Va romandre en el Real fins a 1980, destacant durant aquests anys per la seva entrega i sacrifici arribant fins i tot a jugar una final de la Recopa contra el Chelsea FC el 1971 amb el braç en cabestrell, per una fractura de clavícula, i el 1975 una final de copa amb la mandíbula trencada, rebent per tot això la primera Llorejada concedida pel Reial Madrid; Va totalitzar 561 partits i 170 gols amb el Reial Madrid.
El 1980 va passar al Puebla de Mèxic, on va jugar les seves últimes dues temporades i va finalitzar els seus estudis de Medicina.
De tornada a Espanya, es va incorporar al cos mèdic del Reial Madrid, i posteriorment al seu equip tècnic. L'any 2000 va ser el mànager general del Reial Madrid, deixant-lo a l'arribada de Jorge Valdano el mes de setembre d'aquell mateix any.
Està casat des de 1969 amb l'actriu Sonia Bruno.

## Selecció espanyola
Amb la selecció espanyola va disputar un total de 41 partits, entre ells els corresponents a les Copes del Món de 1966 i 1978.
El seu debut es va produir el 13 de juliol de 1966 a Birmingham (Anglaterra), en el partit Argentina - Espanya (2-1), en el qual va marcar el gol del combinat espanyol.
El seu últim partit com a internacional va ser l'Espanya - Suècia (1-0), jugat l'11 de juny de 1978 a Buenos Aires (Argentina).